# Красная Гора (урочище)
Красная Гора — урочище в Зиминском районе Иркутской области, выход отложений средне-верхнего кембрия на правом берегу реки Оки. Находится на территории Харайгунского и Ухтуйского муниципальных образований.

## Флора и фауна

### Флора
На Красной Горе произрастают растения семейств бобовых, сложноцветных, злаков. Часто встречаются такие виды, как ковыль-тырса, ковыль Крылова, астра змеиногорская, а также лилия карликовая и красоднев малый, включённые в Красную книгу Иркутской области, на скальных участках и осыпях произрастают также горноколосник колючий, тимьян ползучий (чабрец), хвойник односемянный, различные луки, карагана древовидная, кизильник черноплодный. Также встречается молочай енисейский — вид, свойственный только для юга Средней Сибири.

### Фауна
На Красной Горе встречается бабочка Аполлон Феб, включенная в Перечень растений, животных и других живых организмов, не вошедших в Красную книгу Иркутской области, но нуждающихся в особом внимании, гусеницы которой развиваются на очитках — растениях, произрастающих на участках, схожих с Красной Горой. Встречаются и охраняемые в Иркутской области пресмыкающиеся, такие как прыткая ящерица, реже — палласов щитомордник. В октябре 1999 года и мае 2000 года на склонах Красной Горы были обнаружены перья филина Bubo bubo, что свидетельствует о том, что территория Красной Горы посещается представителями данного вида, не исключена и возможность его гнездования. Также в мае 2000 года в окрестностях Красной Горы был замечен сапсан Falco peregrinus. Кроме того, в этой местности встречаются и другие виды птиц, занесённые как в Красную книгу Иркутской области, так и России, такие как орёл-могильник и аист чёрный, использующие Красную Гору и растительность на ней для поиска пищи.

## Палеонтологическое значение
В июле 1999 года в плите мелкозернистых песчаников, которые выпали из обрыва, были обнаружены отпечатки ракообразных, датируемые средним кембрием. Данный слой в Восточной Сибири отличается крайней редкостью подобных находок, и находка на Красной Горе стала четвёртой (или пятой) находкой подобного рода на территории Иркутской области.

## Экологические проблемы
Слагающие породы склона Красной Горы используются для строительства, в связи с чем нарушается места откладки яиц прыткой ящерицы. Также велика антропогенная нагрузка со стороны многочисленных туристов. Лесная растительность по верху горы сильно изменена в результате лесных пожаров и несанкционированных рубок.

## Охрана
В декабре 2014 года было запланировано создание на территории Зиминского района заказника «Кимильтейский», в состав которого будут включены территории Красной Горы и долины реки Кимильтейка.